# Chauvinism
Chauvinism (av franskans: chauvinisme) är en extrem nationalistisk patriotism. Ordet används ofta för att beskriva förhärligande av den egna gruppen, även i andra avseenden än nationalitet.
Uttrycket kommer från den skrytsamme franska soldaten Nicolas Chauvin, som var en veteran från Napoleonkrigen. På franska betecknade det ursprungligen en blind beundran för Napoleon I och det första kejsardömets gloire. Därefter blev det en benämning på den extrema franska nationalkänsla, den självbeundran och det svärmeri för den krigiska äran, som en tid under det andra kejsardömet utgjorde Napoleon III:s främsta stöd. Slutligen övergick det till betydelse av skrytsam och utmanande patriotism i allmänhet.